# Angelo Gatti (medico)
Giovanni Angelo Gatti (Ronta, 17 dicembre 1724 – Napoli, 18 gennaio 1798) è stato un medico italiano, e docente all'Università di Pisa famoso per essere stato il primo inoculatore in Toscana e per aver contribuito con i suoi studi alla diffusione di questa pratica. Gatti fu docente di Dialettica e Medicina, fu nominato, "médicin consultant du roi" dal Re di Francia Luigi XV nel 1763 e Medico Particolare del Re di Napoli Ferdinando I nel 1778.

## Gioventù e studi universitari

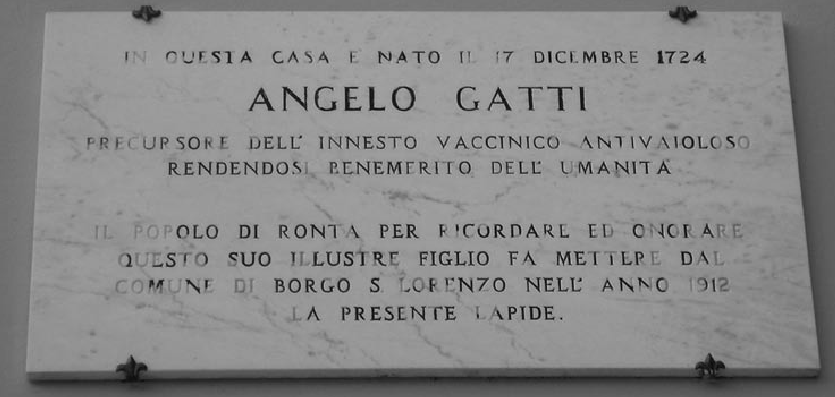
Lapide commemorativa dedicata ad Angelo Gatti, Ronta di Mugello

Angelo Gatti nacque sul finire del 1724 a Ronta, una frazione di Borgo San Lorenzo, nell'attuale provincia di Firenze. Il giovane Angelo diede prova di grande passione per lo studio e, non potendo permettersi studi privati, decise di iscriversi al seminario di Firenze nel 1737, dove studiò Grammatica, Retorica, Fisica e Umanità fino al 1744, anno in cui, non sentendosi portato per il sacerdozio, lasciò il seminario per iscriversi all'Università di Pisa.
Gatti decise quindi di continuare i suoi studi nella Facoltà di Medicina e Filosofia, trasferendosi nel Collegio di Sapienza l'11 novembre 1746, dove rimase fino al conseguimento della laurea il 5 giugno 1748. Decise di rimanere nell'ateneo come incaricato di Dialettica (1750 – 1754), ottenendo in seguito la cattedra di Medicina teorica (1756 – 1757, 1761 – 1762) e in seguito quella di Medicina pratica, che resse dal per quattro anni in un periodo compreso fra il 1775 e il 1784. In questi anni, Gatti ebbe modo di intraprendere numerosi viaggi in Oriente, studiando la pratica della vaiolizzazione e dell'inoculazione, e di stringere amicizia con stimati colleghi come Filippo Mazzei e Antonio Cocchi, con cui ebbe rapporti epistolari.

## Il vaiolo e l'inoculazione
Angelo Gatti è conosciuto principalmente per le sue innovazioni nel campo dell'inoculazione, pratica introdotta in conseguenza delle epidemie di vaiolo, che nella seconda metà del XVIII secolo arrivava a colpire sei italiani su dieci. La pericolosità del vaiolo era accentuata dalla sua mancanza di ciclicità: focolai dell'infezione erano infatti sempre presenti sul territorio, e tutti gli studi condotti fino al XVII secolo non erano stati sufficienti a trovare un modo sicuro per debellarla.
Di particolare nota era la cosiddetta 'teoria dell'immunizzazione': era credenza diffusa che tutti, prima o poi, avrebbero contratto il vaiolo, e si cercava quindi di indurre l'infezione in alcuni pazienti, preferibilmente giovani (era credenza diffusa che i giovani fossero più resistenti alla malattia) e di controllarne il decorso.
Un perfezionamento di questa teoria era la tecnica dell'inoculazione (inserzione nel corpo del paziente di materiali infetti), progredita fino a permettere di individuare due tipi di vaiolo: vaiola minor (benigno) e vaiola maior (maligno, e spesso mortale). Nel XVII secolo, la tecnica si era ormai estesa fino alle regioni del Mar Caspio, e venne introdotta ufficialmente in Europa da Lady Montagu, diffondendosi fra i sovrani europei e arrivando in Italia nel 1722, dove venne incoraggiata nel Granducato di Toscana.

## Angelo Gatti in Francia
Gatti partì per la Francia nel 1761 e fu accolto con grande simpatia nei salotti parigini, diventando ben presto conosciuto per la semplicità dei suoi metodi curativi, fra i quali vi era il suo metodo di inoculazione “semplice, facile, comodo e sicuro”.
Nel 1763, Gatti aveva effettuato più di cento inoculazioni, quando la pratica si trovò al centro di un acceso dibattito: alcuni medici parigini, infatti, avevano definito le inoculazioni “fonti di contagio” e causa delle più recenti epidemie che avevano colpito la capitale francese. Questa contesa portò ad un'inchiesta del Parlamento di Parigi, che incaricò la facoltà di Medicina di determinare la pericolosità delle inoculazioni, pratica che fu dichiarata “ammissibile” nel gennaio del 1768.
Nel frattempo Gatti, che era stato nominato medico consulente del re, venne attaccato per i suoi metodi e pubblicò quindi due opere a difesa della pratica da lui adottata: Reflexions sur les prejuges qui s'opposent aux progres et a la perfection de l'inoculation, opera in quattro capitoli pubblicata nel 1764, volta a dimostrare la falsità dei pregiudizi dei suoi accusatori; e Nouvelles Reflexions sur la pratique de l'Inoculation, volume del 1767 che si proponeva l'obiettivo di scegliere il modo migliore per effettuare un'inoculazione.

## Gli ultimi anni
Angelo Gatti dovette lasciare la Francia nel 1771, a causa di una serie di fattori. In primo luogo, molte delle sue amicizie importanti si erano allontanate da lui, ed il duca Etienne de Choiseul, suo protettore, era caduto in disgrazia e venne destituito dal suo incarico di ministro. Altre cause della partenza di Gatti furono il raffreddamento dell'interesse per la tecnica dell'inoculazione in Francia e, soprattutto, il desiderio di rivedere l'Italia, desiderio che lo portò infine a partire a maggio
Egli soggiornò brevemente in Toscana e a Roma, arrivando infine a Napoli, dove ricominciò a praticare l'inoculazione, arrivando ad effettuare la pratica sul figlio del principe di Sant'Angelo nel 1772
Nonostante il successo professionale e la stabilità economica raggiunte, Gatti continuava ad essere insoddisfatto e infelice e decise dunque di ripartire nella primavera del 1772 con l'intenzione di tornare in Francia. Tuttavia, egli non vi tornò mai e si stabilì invece in Toscana, dove visse dapprima in disparte, dedicandosi al sostentamento della sorella Caterina, rimasta vedova con sei figli (tra i quali era Filippo Pananti). Nel 1775 Gatti ottenne la cattedra di medicina pratica a Pisa.
Nel 1777 fu richiamato a Napoli per effettuare una vaccinazione d'urgenza sui membri della famiglia reale dopo la morte del fratello del re, e vi si stabilì, finendo per trascorrere gli ultimi anni della sua vita proprio nel capoluogo campano, dopo aver ottenuto la prestigiosa posizione di Medico Particolare del re. Chiamò presso di sé una delle sue nipoti, Elisabetta Pananti.

## La figura di Angelo Gatti
Resoconti sulla vita di Angelo Gatti sono giunti fino a noi grazie a diverse fonti, e il maggior numero di informazioni ci è pervenuto tramite le corrispondenze degli uomini e delle donne del suo tempo.
Si sa infatti che Gatti era un uomo molto attivo, che faceva vita di società e amava prendere parte agli svaghi mondani della Parigi del suo tempo. Fra i suoi interessi non vi erano solo attività ricreative comuni come passeggiate e battute di caccia, ma anche passatempi considerati più inusuali, come la recitazione.
Gatti era largamente conosciuto per la sua abilità come medico e per il suo uso di metodi innovativi, primo fra tutti la sua considerazione nei confronti del paziente: egli aveva infatti intuito la presenza di un legame fra la salute fisica e mentale di una persona, e si dedicava spesso a distrarre i malati dalla loro condizione, per provocare una guarigione più rapida. La principale caratteristica associata ad Angelo Gatti era però la sua affabilità - professionale e non- per la quale era rinomato, affabilità che gli garantì l'appoggio di molti personaggi influenti, come il duca di Choiseul, con la cui moglie Gatti sviluppò una profonda e duratura amicizia.

## Opere
Le opere più conosciute di Angelo Gatti sono in relazione al dibattito sull'inoculazione. Nel 1763 venne pubblicato Lettre a M.Roux, in cui Gatti forniva l'elenco delle persone da lui inoculate e descriveva il suo metodo. A questa lettera seguì un'opera in cui si criticavano i metodi del medico toscano, a cui Gatti decise di rispondere pubblicando, nel 1764, Réflexion sur les prejugés qui s'oposent au progrès et à la perfection de l'inoculation e, tre anni dopo, Nouvelles reflexions sur la pratique de l'inoculation. Entrambe le opere furono scritte per ribadire la posizione assunta da Gatti nel dibattito sull'inoculazione, in risposta a vari libelli che lo attaccavano personalmente, definendolo “incompetente” e insinuando che molte persone da lui inoculate si sarebbero in seguito ammalate. “Reflexion” e “Nouvelles reflexions” furono entrambi scritti in italiano e tradotti in francese dall'abate Morellet.